# Lobelia stricklandiae
Lobelia stricklandiae là loài thực vật có hoa trong họ Hoa chuông. Loài này được Gilliland mô tả khoa học đầu tiên năm 1935.